# 932 هـ
932 هـ هي سنة في التقويم الهجري امتدت مقابلةً في التقويم الميلادي بين سنتي 1525 و1526.

## مواليد
- الحسن بن علي بن شدقم

## وفيات
- محمد البرتقالي